# Raisthorpe and Burdale
Raisthorpe and Burdale var en civil parish från 1866 till 1935 då den blev en del av Wharram, i grevskapet East Riding of Yorkshire (nu North Yorkshire), i England. Civil parish var belägen 12 km från Malton och hade 89 invånare år 1931.